# Пышечная на Большой Конюшенной

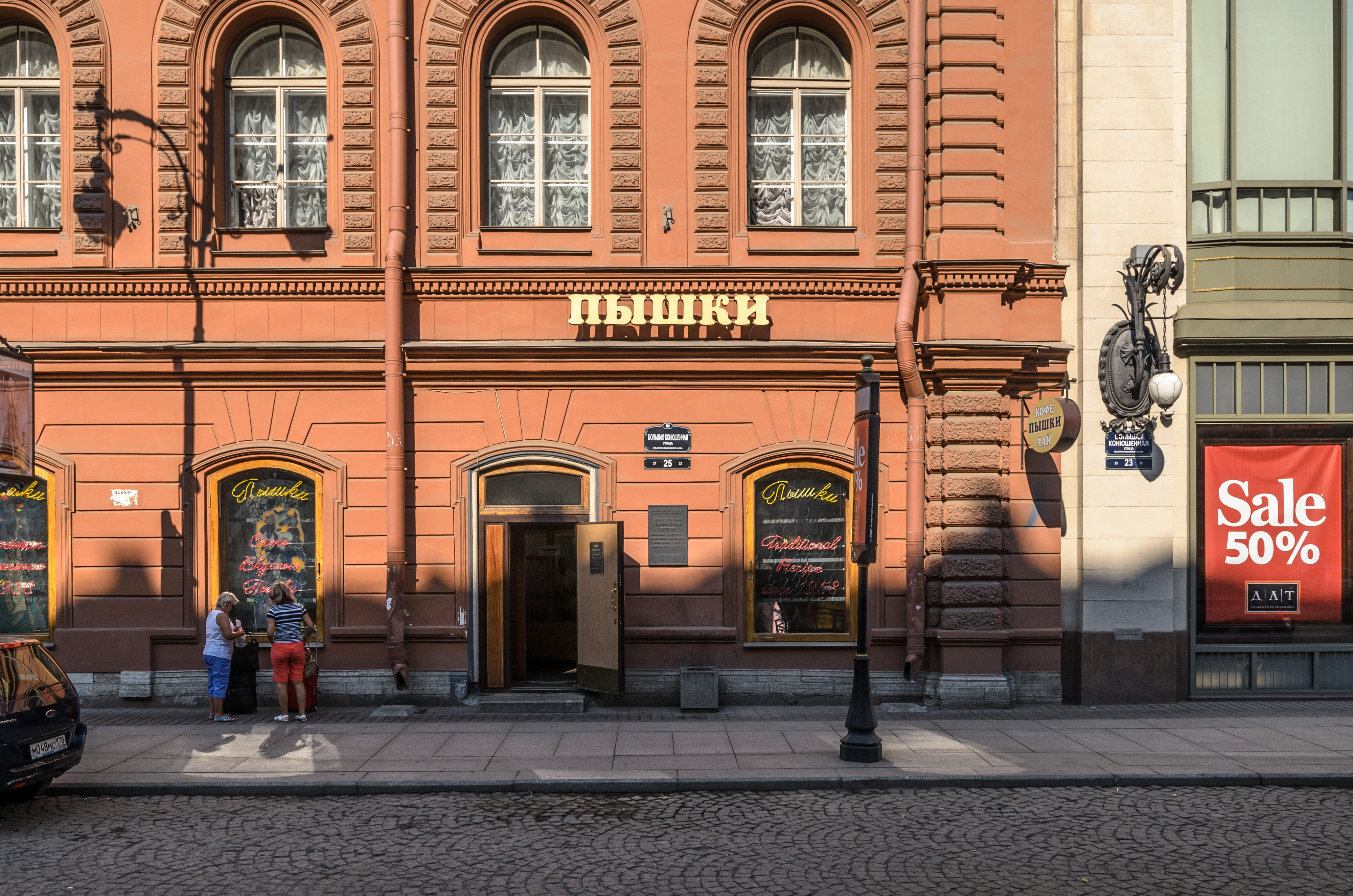
Вход в пышечную

Пышечная на Большой Конюшенной или Пышечная на «Желябова, 25» (по старому названию улицы) — одна из самых первых и ныне старейшая пышечная в Санкт-Петербурге, располагающаяся на Большой Конюшенной, 25, в здании бывшей Французской реформатской церкви. Работает с 1958 года. В заведении готовят ленинградские пышки по советскому рецепту. С этой пышечной связано возникновение рецепта «ленинградской пышки». Вместе с пышками также подают чай или кофе. Рецепт основного и единственного блюда не менялся на протяжении полувека.
До революции в помещении будущей пышечной располагалась известная цирюльня, которую посещал Распутин, раздававший огромные чаевые. На момент открытия пышечная считалась типовым заведением общепита. В 1950-е годы работники пышечной надевали накрахмаленную марлю, чем выше выглядел головной убор, тем престижнее это выглядело. Позже сотрудники носили белые колпаки. В 1960-е годы в кафе помимо пышек продавали котлеты с маковой или дорожной булочкой с чаем, кофе или какао. В заведении традиционно закусывали студенты. Его посещали известные деятели, например актер Михаил Боярский, Александр Розенбаум, Роман Карцев, Николай Фоменко и другие.
На протяжении 20 лет с начала XXI века постоянным посетителем пышечной был кот «рыжик», ставший местной знаменитостью. В 2021 году он скончался. На данный момент пышечную постоянно посещает трёхцветная кошка Пыша. Кот часто сидел на стуле и позволял посетителям себя гладить и чесать. В 2008 году пышечная была внесена в «Красную книгу памятных мест Петербурга», постепенно обретая статус достопримечательности.

После появления положительного обзора на передаче от Ревизорро, пышечная стала знаменитой и одной из туристических достопримечательностей города, в том числе за счёт того, что она сохраняет эстетику советского заведения общепита. В неё начали образовываться длинные очереди, простаивание в туристические сезоны иногда достигает около получаса.
|           |  |  |  |
| Интерьеры |  |  |  |